# Крістофер Боллас
Крістофер Боллас (англ. Christopher Bollas, нар. 1943 у Вашинґтоні, США) — британський психоаналітик і письменник. Він є провідною фігурою сучасної психоаналітичної теорії.

## Біографія

### Ранні роки та освіта
Боллас народився у США (Вашингтон, округ Колумбія). Він виріс у Лаґуна-Біч, Каліфорнія, а у 1967 році закінчив Каліфорнійський університет, Берклі зі ступенем з історії. Під час навчання на бакалавраті Боллас вивчав інтелектуальну історію з Карлом Шорске та психоаналітичну антропологію з Аланом Дандесом. З 1967 по 1969 рік він проходив підготовку з дитячого консультування в East Bay Activity Center у Окленді, Каліфорнія, а з 1969 по 1973 рік став першим випускником Програми з психотерапії дорослих в Університеті Баффало. У Університеті Баффало він здобув ступінь PhD з англійської літератури та навчався з Норманом Голландом, Леслі Фідлером, Мюрреєм Шварцом, Мішелем Фуко, Рене Жираром і Гайнцом Ліхтенштайном, гайдеггеріанським психоаналітиком. Під час навчання у Сміт-коледжі для здобуття ступеня MSW він відвідав Austen Riggs Center (де через десять років став директором з освіти) та зустрів Еріка Еріксона, який став наставником на початку його кар’єри і справив значний вплив протягом наступних двадцяти років. У 1977 році він здобув кваліфікацію психоаналітика в Інституті психоаналізу в Лондоні, а в 1978 — у галузі психотерапії дорослих у Tavistock Clinic. Серед вчителів та осіб, що вплинули на формування його мислення, були Арнольд Моделл, Джон Боулбі, Маріон Мілнер, Андре Ґрін, Герберт Розенфельд, Жанін Шассеґе-Сміржель, Джозеф Дж. Сендлер, Ж.-Б. Понталіс, Ніна Колтар та Паула Гайман.

### Кар'єра
У середині 1980-х Боллас був професором англійської мови в Університеті Массачусетс в Емгерсті. Паралельно з кар’єрою у сфері літературознавства і культурології, Боллас працює психотерапевтом з 1967 року. На початку своєї клінічної діяльності він працював з дітьми, які мали аутизм і шизофренію. Він став першим почесним немедичним консультантом Лондонської клініки психоаналізу, запрошеним професором психоаналізу в Istituto di Neuropsichiatria Infantile Римського університету з 1978 по 1998 рік, директором з освіти у Austen Riggs Center з 1985 по 1988 рік та одним із літературних редакторів творів Д. В. Віннікотта. У 2010 році він отримав британське громадянство.

## Творчість
Боллас найбільш відомий своїми психоаналітичними працями, і деякі з його ідей набули широкого поширення; фактично, він є одним із найчитаніших авторів у галузі психоаналізу. Його теорія «неусвідомленого знаного» ("the unthought known")  — ідеї про те, що немовлята отримують безліч уявлень через дії, а не мислення, і ці уявлення стають частиною несвідомого — має особливе значення. Інші поняття, як-от «трансформаційний об’єкт» ("the transformational object"), «насильницька невинність» ("violent innocence"), «екстрактивна інтроєкція» ("extractive introjection"), «психічні роди та рецептивне несвідоме» ("psychic genera and the receptive unconscious") і «людський ідіом» ("human idiom") також мали значний вплив у клінічній сфері.

### Вільні асоціації
У середині 1990-х у працях Being A Character (1992) та Cracking Up (1995) Боллас повернувся до ранніх робіт Фройда — особливо до Тлумачення снів — і стверджував, що в них неявно присутня теорія несвідомого сприйняття, організації та творчості. Боллас інтегрував ці ідеї та використав їх у своєму радикальному поверненні до Фройда, доводячи, що психоаналіз є ефективним насамперед завдяки повністю несвідомим процесам змін. У XXI столітті, у працях Free Association, The Evocative Object World та The Infinite Question Боллас відродив маргіналізовану теорію Фройда про вільні асоціації, наводячи докази того, як і яким чином усі люди мислять асоціативно. Як і доводив Фройд, «ланцюг ідей» або просто спосіб переходу людини від однієї теми до іншої розкриває несвідомі процеси мислення. У 2010 році журналіст Ор Езраті у газеті Haaretz писав: «Дехто вважає Крістофера Болласа одним із двох найважливіших сучасних теоретиків у світі психоаналізу».

### Потреби ідіому
У Being a Character Боллас також стверджував, що кожна людина має власний ідіом життя — поєднання психічної організації, яка з народження формує ядро «я», та прихованої логіки сімейного способу взаємодії, у якому ми зростаємо.
Дорослі, за Болласом, проводять життя у пошуках об’єктів інтересу — людських чи матеріальних — які можуть посилити їхні особливі ідіоми чи стилі життя, постійно «задовольняючи потреби ідіому шляхом знаходження об’єктів, що викликають емоційний відгук». Готовність ризикнути, взаємодіючи з такими трансформаційними об’єктами, Боллас вважав суттєвою частиною здорового життя: відкритістю до метаморфози через взаємодію зі світом об’єктів.
Протилежністю цьому є відмова від розвитку та самотворення, від відкритості — стан психічної стагнації. Боллас бачив у антинарцисисті свідоме небажання використовувати об’єкти для розвитку власного ідіому та, як наслідок, блокування істинного «я». Це може призвести до того, що Адам Філліпс назвав «центральною катастрофою у багатьох потужних клінічних віньєтках Болласа — перебуванням у пастці чужої (зазвичай батьківської) мрії або бачення світу».
Втім, Боллас добре усвідомлював і протилежну небезпеку — очікування надто багато від ролі трансформаційного об’єкта, особливо в умовах перенесення.

## У популярній культурі
Окрім своїх клінічних праць, Боллас також є культурним критиком, і його твори викликали інтерес у людей поза світом психоаналізу. Він також написав три комічні романи: Dark at the End of the Tunnel, I Have Heard the Mermaids Singing та Mayhem, а також п’ять п’єс.
Американський телесеріал-ситком Cracking Up отримав свою назву від книги Болласа з тією ж назвою і містив головного персонажа «доктор Боллас», якого зіграв Генрі Ґібсон. Боллас також згадується серед психоаналітиків у першому сезоні серіалу HBO In Treatment.

### Монографії
- The Shadow of the Object (1987, Free Association Books: 1987 Columbia University Press) ISBN 978-0231066273
  - Переклад українською: Тінь об'єкта / пер. з англ. Нана Куликова. — Київ: Видавництво Ростислава Бурлаки, 2019. — 332 с. — ISBN 978-966-97694-3-5.
- Forces of Destiny (1989, Free Association Books) ISBN 978-1138692008
- Being a Character (1992, Routledge) ISBN 978-0415088152
  - Переклад українською: Що таке людський характер? / пер. з англ. Нана Куликова. — Київ: Видавництво Ростислава Бурлаки, 2021. — 298 с. — Ориг. назва: Being a Character. — ISBN 978-617-7840-13-7.
- Cracking Up (1995, Routledge) ISBN 978-0809085330
- The New Informants (with David Sundelson, 1996, Jason Aronson) ISBN 978-1568215952
- The Mystery of Things (1999, Routledge) ISBN 978-0415212311
- Hysteria (1999, Routledge) ISBN 978-0415220330
- Free Association (2002, Ikon Books) ISBN 978-1840463521
- The Freudian Moment (2007, Karnac Books) ISBN 978-1780491301
- The Evocative Object World (2009, Routledge) ISBN 978-0415473941
- The Infinite Question (2009, Routledge) ISBN 978-0415473927
- The Christopher Bollas Reader (2011, Routledge) ISBN 978-0415664615
- China on the Mind (2013, Routledge) ISBN 978-0415669764
- Catch Them Before They Fall: Psychoanalysis of Breakdown (2013, Routledge) ISBN 978-0415637206
- When the Sun Bursts: The Enigma of Schizophrenia (2015, Yale University Press) ISBN 978-0300223651
- Meaning and Melancholia (2018, Routledge) ISBN 978-1138497535
- Three Characters: Narcissist, Borderline, Manic Depressive (2021, Phoenix Publishing House) ISBN 978-1912691814
- Conversations (2023, Routledge) ISBN 9781800132474
- Essential Aloneness: Rome Lectures on DW Winnicott (2023, Oxford University Press) ISBN 978-0197683880
- Streams of Consciousness (Forthcoming September 2024, Routledge) ISBN 9781800132580
  - Volume I: Notebooks 1971-1990
  - Volume II: Notebooks 1991-2024

### Художні твори
- Dark at the End of the Tunnel (2004 Free Association Books) ISBN 978-1853437984
- I Have Heard the Mermaids Singing (2005 Free Association Books) ISBN 978-1853437595
- Theraplay and Other Plays (2005 Free Association Books) ISBN 978-1853439681
- Mayhem (2005, Free Associations Books) ISBN 978-1853439285